# Căpățânenii Ungureni
Căpățânenii Ungureni – wieś w Rumunii, w okręgu Ardżesz, w gminie Arefu. W 2011 roku liczyła 528 mieszkańców.